# Chad Hedrick
Chad Hedrick, född 17 april 1977 i Spring i Texas, är en amerikansk inlines- och skridskoåkare.
Under flera år dominerade Hedrick fullständigt inlinessporten i USA och vann praktiskt taget allt som går att vinna, bl.a. 93 nationella mästerskap och 50 världsmästerskap i totala antalet grenar. Därefter[när?] övergick han till skridskosporten och lärde sig snabbt tekniken att åka fort även på is.
Efter bara ett par år på isen blev han världsmästare 2004 för allroundåkare: det sammanvägda resultatet av distanserna 500 m, 1 500 m, 5 000 m och 10 000 m. Han innehade också en tid världsrekorden på 1 500 m och på 10 000 m. Hedrick vann guld på distansen 5 000 m på olympiska vinterspelen 2006 i Turin och tog också silver på distansen 10 000 m.